# Mahkamat al-Pasha
Mahkamat Al-Pasha ( en árabe: مَحْكَمَة الباشا‎   "el palacio de justicia del Bajá", en francés: Mahkama du Pacha) es un edificio administrativo construido entre 1941 y 1942 en el barrio Hubous de Casablanca, Marruecos . El complejo sirvió  como palacio de justicia, residencia del pasha (gobernador), salón de recepción parlamentario y cárcel.

## Historia
En enero de 1930, el bajá de Casablanca en ese momento At-Tayyib Al-Moqri, el segundo hijo del gran visir marroquí Muhammad al-Muqri, decidió construir un palacio de justicia civil en Habous. Fue diseñado por el arquitecto francés Auguste Cadet, quien estuvo muy involucrado en la planificación de Casablanca y particularmente del barrio de Habous.

## Descripción
Como su construcción se llevó a cabo durante la Segunda Guerra Mundial y las autoridades francesas extraían mayoría de los materiales de construcción modernos de sus colonias, como acero y cemento, para el esfuerzo bélico, este edificio se construyó a mediados del siglo XX, se usaron en él métodos y materiales tradicionales. El complejo se caracteriza por las características arquitectónicas tradicionales hispanoárabes: Zellige, estucos, madera de cedro tallada y techos de tejas verdes.
El exterior es austero, siguiendo la arquitectura tradicional marroquí, con piedra oscura en el basamento y en los arcos y puertas. Presenta torres.

## Interior
Contiene varios patios, uno de gran tamaño, austero, con arcos de medio punto de gran tamaño en la planta baja y de menor tamaño en la alta, con puertas de piedra de gran tamaño n le centro de cada cara. Los otros son más pequeños y copian el diseño del Patio de los Leones de la Alhambra, con columnas nazaríes cilíndricas y arcos calados en la planta baja. 

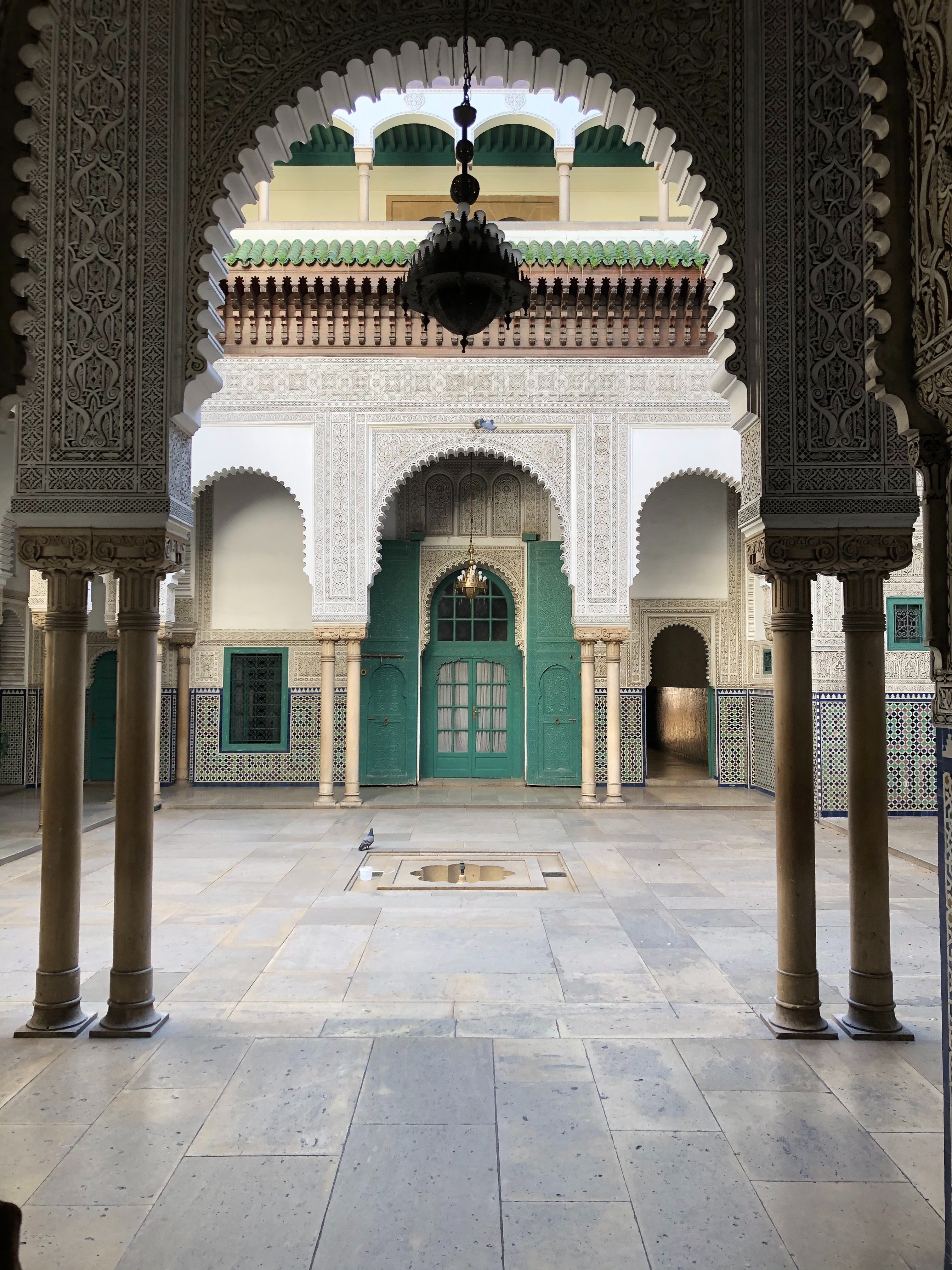
Una vista de uno de los ṣoḥoon enmarcado por un arco.
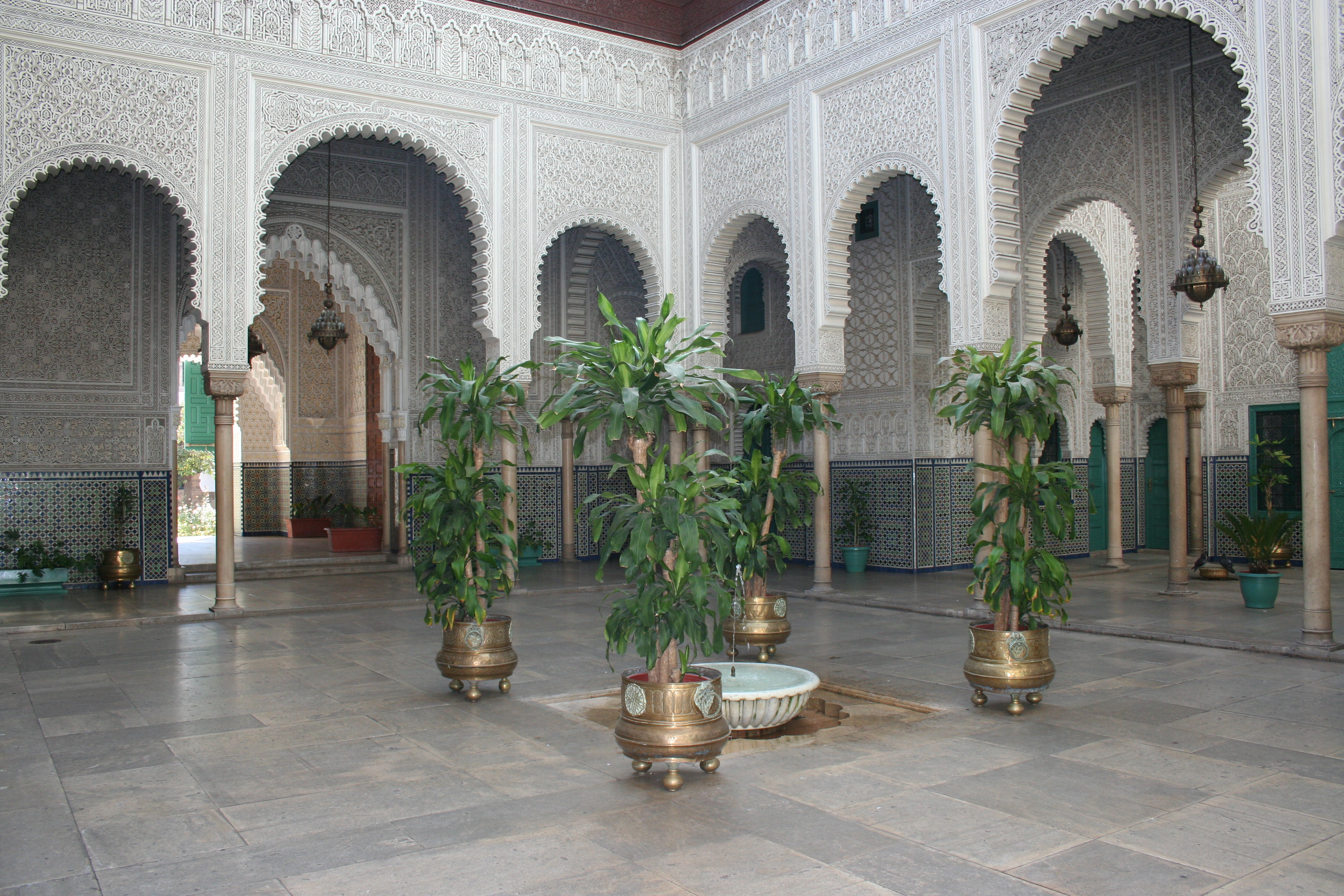
Interior del edificio.
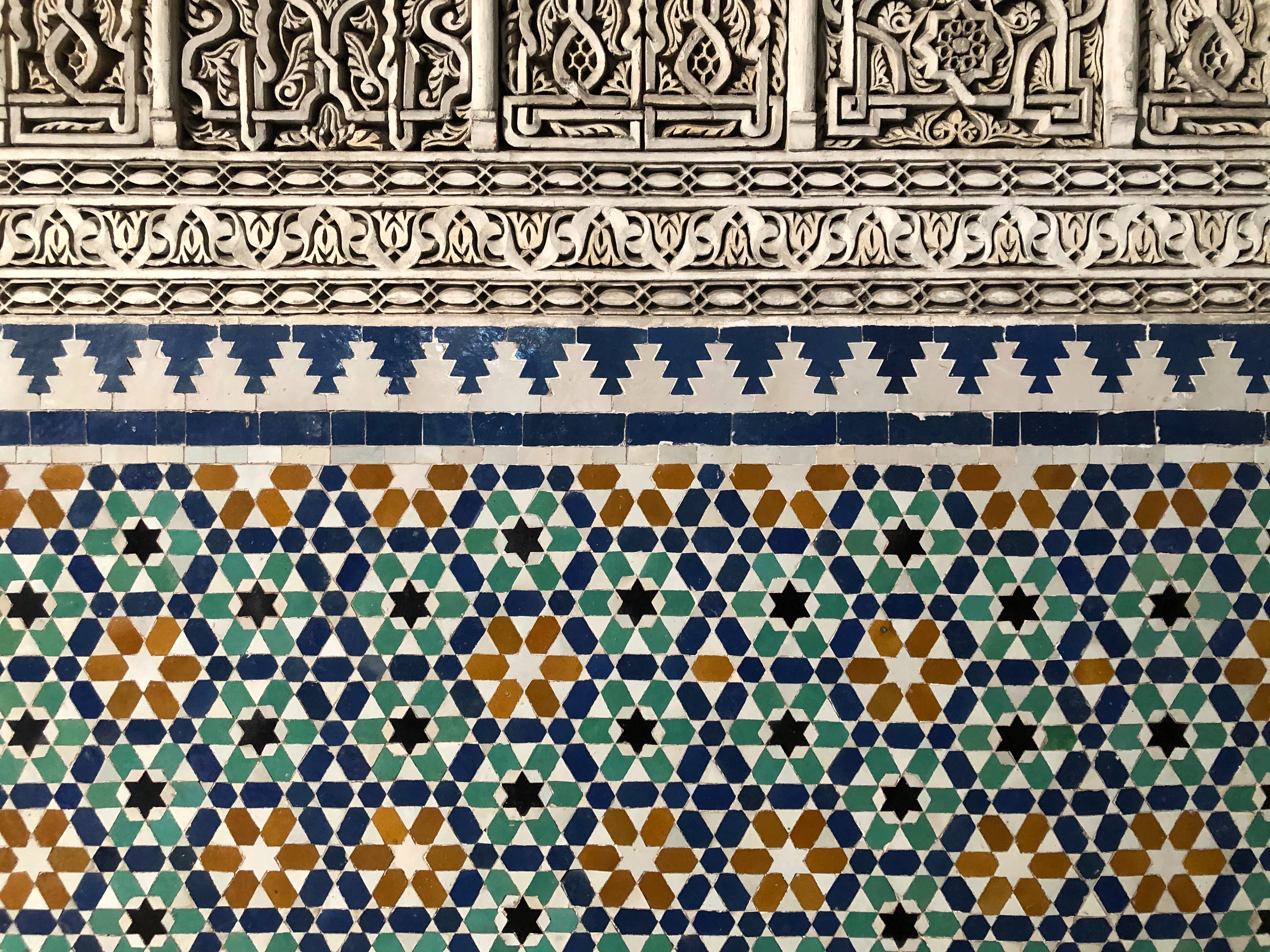
Un detalle de elementos arquitectónicos tradicionales marroquíes: zeliij y yeso arabesco.
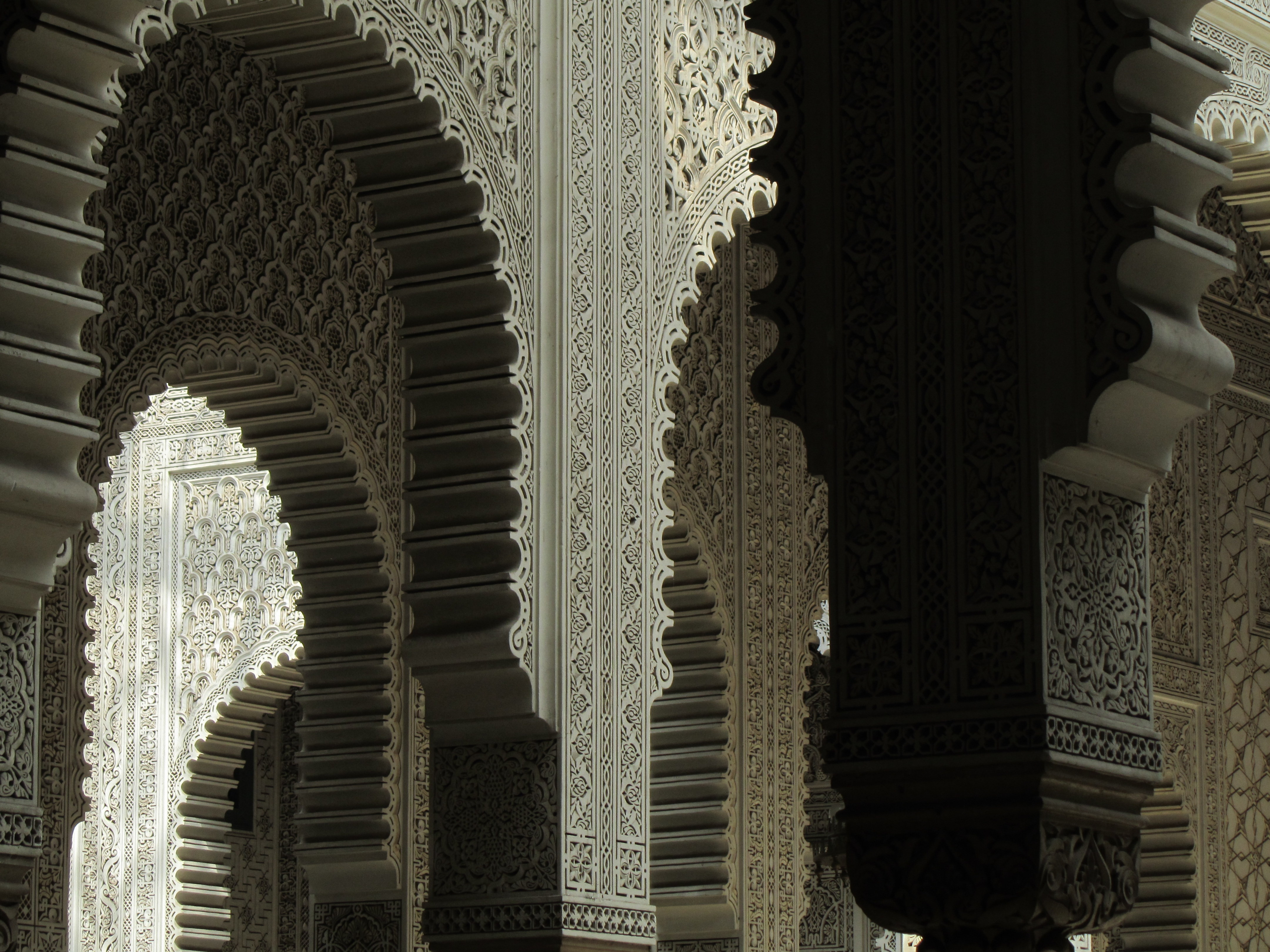
Talla tradicional marroquí.